# Alba (Graben)

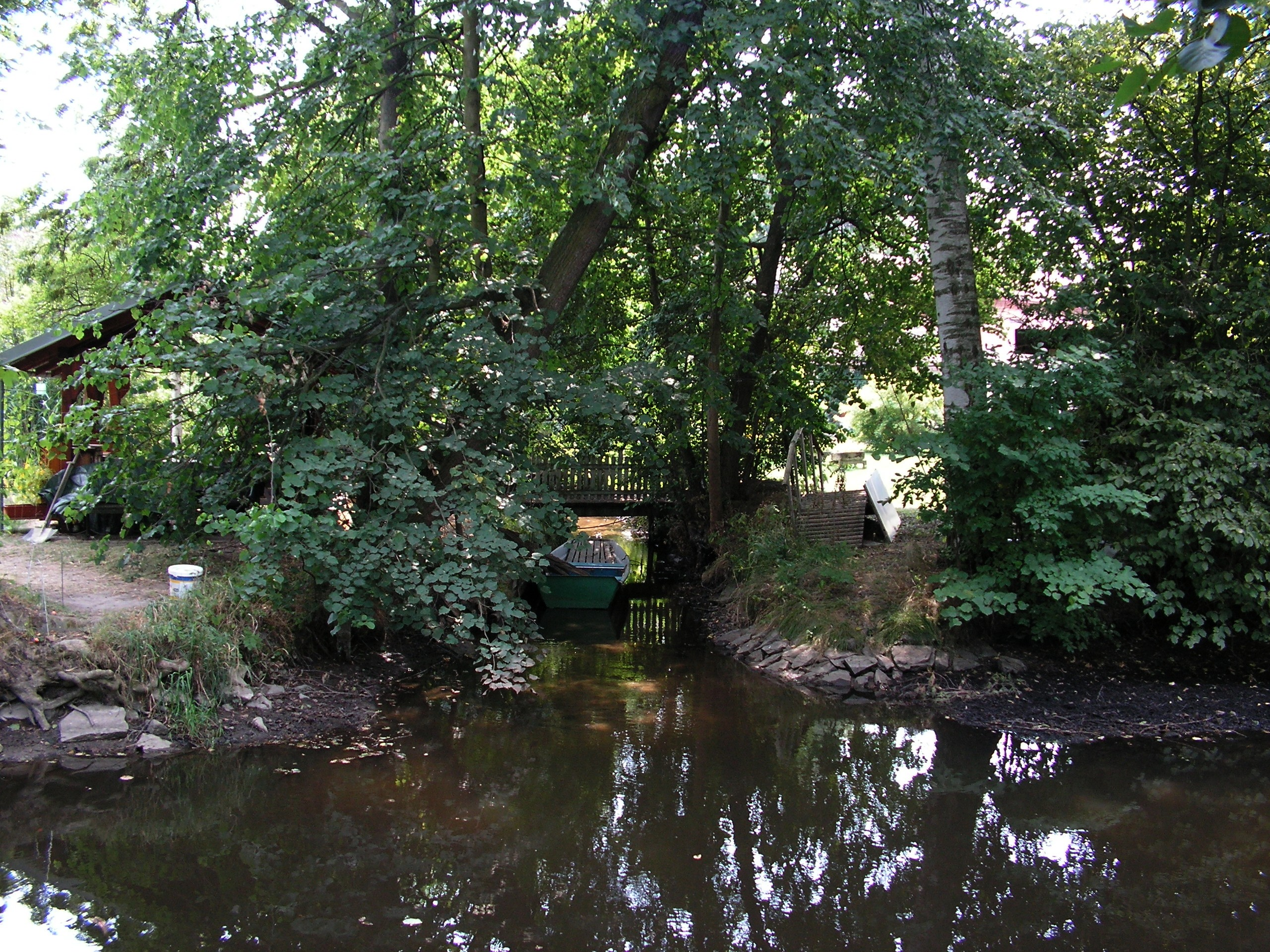
Mündung der Alba in die Dědina

Die Alba, auch Třebechovický náhon bzw. Vantroka ist ein 19 km langer Graben in Tschechien. Er wird bei Častolovice aus der Bělá (Alba) abgeleitet, verläuft parallel zur Wilden Adler bzw. Adler und mündet bei Třebechovice pod Orebem in die Dědina. Seine Breite beträgt zwischen anderthalb und drei Meter.

## Verlauf
Der Graben beginnt am südlichen Stadtrand von Častolovice unterhalb der Eisenbahnbrücke am Běláwehr. Er verläuft in westliche Richtung über Čestice, Podchlumí, Lípa nad Orlicí, Dlouhá Louka, Týniště nad Orlicí, Petrovice, Dvůr und Bědovice nach Třebechovice pod Orebem.
Die durchschnittliche Durchflussmenge der Alba liegt bei 0,35 m³/s, das entspricht jährlich 11 Mio. m³. Das Fassungsvermögen des Grabens ist auf 0,6 m³/s beschränkt.
Unterhalb der Einmündung des größten Zuflusses, des Olešnický potok, befindet sich in Čestice ein auf einen maximalen Durchfluss von 0,45 m³/s eingestellter Wasserteiler. Bei niedrigen Wasserstand im Graben erfolgt eine stärkere Wassereinleitung aus dem Olešnický potok; das übrige Wasser wird linksseitig wieder über den Olešnický potok zur Wilden Adler abgeleitet.
Am Wasserteiler bei Týniště nad Orlicí erfolgt die Ableitung des größten Teiles des Wassers der Alba über einen Entlastunggraben (Odlehčovač náhonu Alba) durch die Stadt zur Adler.
Zwischen Týniště nad Orlicí und Třebechovice pod Orebem erfolgt linksseitig die Wasserabgabe in zahlreiche kleine Gräben, die früher das Teichsystem speisten. Dadurch ist die Wassermenge der Alba an ihrer Mündung in die Dědina nur noch gering.
Bei Petrovice wird die Alba von der Bahnstrecke Choceň–Meziměstí überbrückt.

## Zuflüsse
- Konopáč (r), in Častolovice
- Olešnický potok (r), in Čestice
- Houkvický potok (r), bei Petrovice

## Geschichte
Die Alba wurde im 14. Jahrhundert als Mühlgraben angelegt. Wahrscheinlich mündete sie zu dieser Zeit bei Týniště nad Orlicí in die Adler. Die untere Mühle im Zentrum der Stadt Týniště am heutigen Entlastungsgraben ist seit dem Ende des 14. Jahrhunderts nachweislich, sie wurde 1911 zum städtischen Elektrizitätswerk ausgebaut. Zum Ende des 15. Jahrhunderts ließ Wilhelm II. von Pernstein an der Adler ein System von Fischteichen anlegen und ließ die Alba zum Wasserzuführungskanal der Teiche ausbauen.
Mit Ausnahme einiger kleiner Teiche sind heute sämtliche Fischteiche trockengelegt.